# Augustus Peabody Gardner
Augustus Peabody Gardner (5 novembre 1865, Boston - 14 janvier 1918, Camp Wheeler), est un homme politique américain.

## Biographie
Descendant de Thomas Gardner (en), neveu de John Lowell Gardner II (en) et de son épouse Isabella Stewart Gardner, il sort diplômé de Harvard en 1886
En 1892, il épouse la fille de Henry Cabot Lodge.
Il sert comme capitaine et assistant adjutant general de l'état-major du général James Harrison Wilson durant la guerre hispano-américaine.
Il est élu au Sénat du Massachusetts en 1899, puis il est élu à la Chambre des représentants des États-Unis en 1902.
Il sert comme colonel et major durant la Première Guerre mondiale et meurt au Camp Wheeler le 14 janvier 1918.

## Sources
- (en) Cet article est partiellement ou en totalité issu de l’article de Wikipédia en anglais intitulé « Augustus Peabody Gardner » (voir la liste des auteurs).